# SGS-bussen
SGS-bussen, av företaget skrivet SGS BUSSEN, var namnet på VS & Perssons Bussars linjetrafik mellan Hofors, Sandviken, Valbo, Gävle och Stockholm. SGS-bussen har trafikerat Gästrikland - Stockholm sedan 1998. Sedan 2007, då den nya motorvägen av E4 förbi Uppsala invigdes, gick SGS-bussen hela vägen mellan Gävle och Stockholm utan att stanna.
SGS-bussen startades som ett samarbete mellan VS-Trafik, Perssons Bussar och Sambus. Senare hamnade SGS-Bussen direkt under VS & Perssons utan samarbetspartners.
VS & Perssons Bussar är namnet efter ihopslagningen av VS-Trafik och Perssons Bussars. VS & Perssons Bussar ligger i Valbo och är ett av flera företag som ingår i koncernen A Björk AB som har sitt huvudkontor i Västerås.
Sommaren 2021 gick SGS Bussen upp i Transdevs Merresor och började gå under namnet Merresor Express. Den 1 juli 2022 lades linjen ner helt.